# Twijnmolen

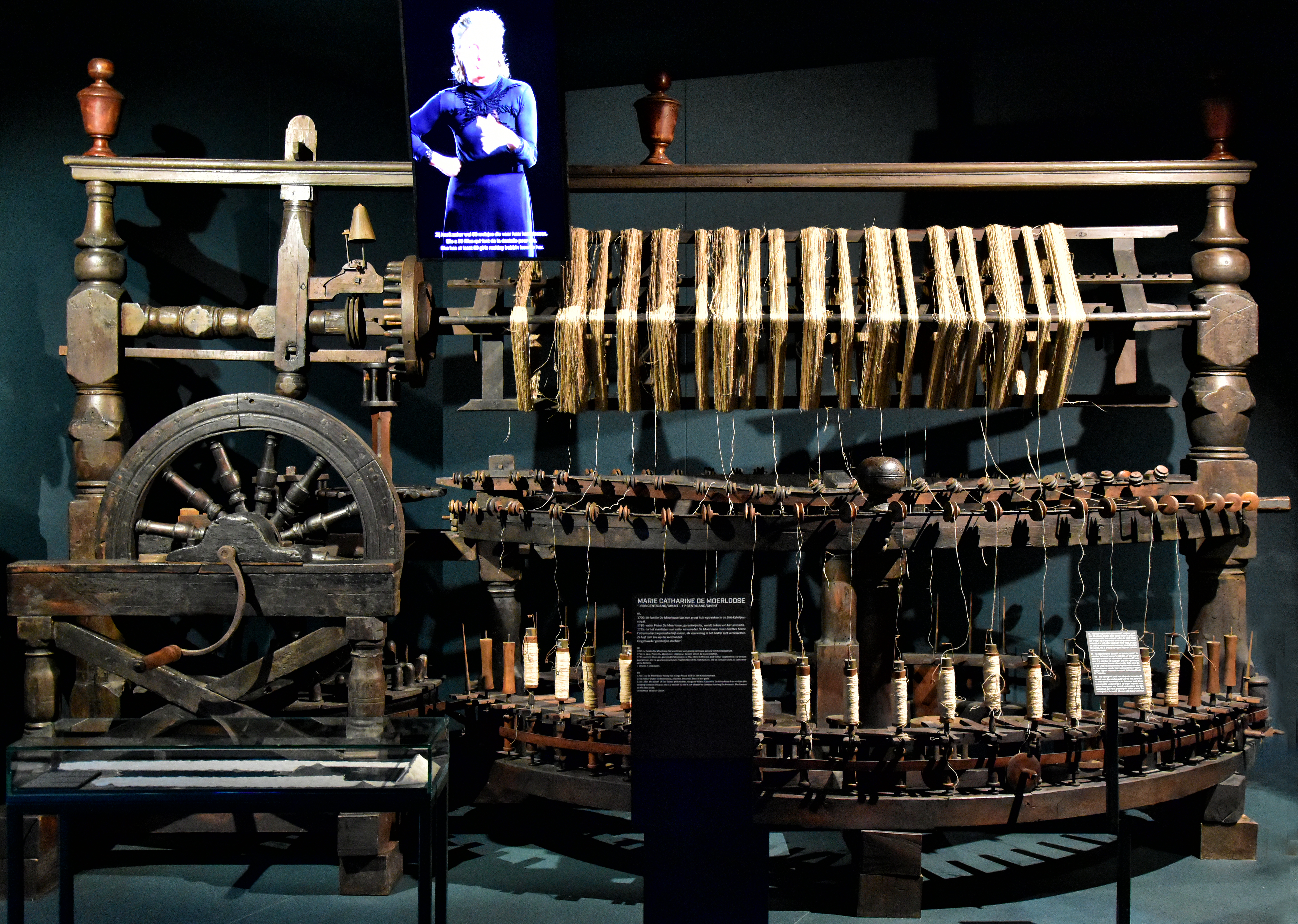
De twijnmolen uit 1789 in het Industriemuseum Gent

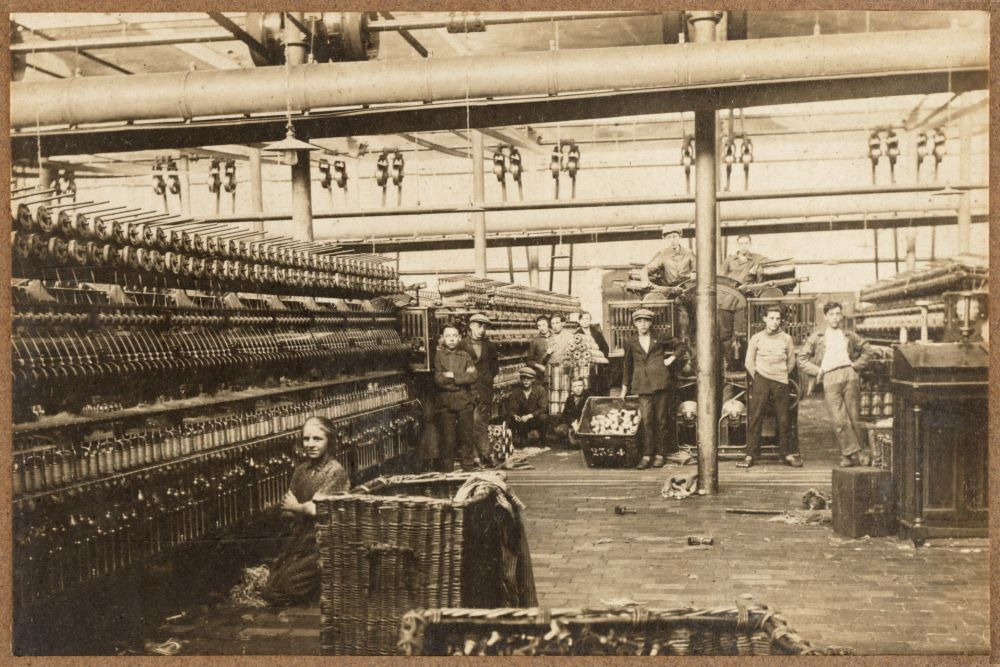
Moderne twijnmolens in een textielfabriek

Een twijnmolen is een toestel dat het garen verdubbelt door het in elkaar twijnen, verstrengelen of torsen van twee of meer enkelvoudige draden. Twijnmolens werden ovaal- of cirkelvormig gebouwd.
Een enkele gesponnen draad is soms te dun of te zwak, daarom moet na het spinnen getwijnd worden. Dit twijnen kan als hobby gebeuren met het spinnewiel, in de industrie met ringtwijn of DD twijnmachines. Als gesponnen garens in dezelfde richting als de twistrichting worden getwijnd ontstaat een harde, levendige en sterke twijn, bijvoorbeeld voor naaigarens. Voor kledingtoepassingen zal meestal in omgekeerde richting getwijnd worden om in getwijnd zachtere draden te krijgen. Ook kunnen op deze manier draden van verschillend materiaal, kleur of structuur worden getwijnd om bepaalde effecten te krijgen.

## Historiek
De twijnder liet vroeger de draden door zijn hand glijden om ze op een handrad of spinnewiel samen te draaien tot één sterke draad. Het is een eenvoudige maar zeer tijdrovende techniek die de aanzet gaf tot de mechanisatie van het proces. De eerste twijnmolens ontstonden vermoedelijk al in de 13e of 14e eeuw in de zijdenijverheid in China. Italiaanse zijdeproducenten brachten het idee naar Europa, waar twee modellen of types bestaan. De grote cirkelvormige of Piëmontese twijnmolen, die tot 400 bobijnen of spillen bevat en tot 400 getwijnde draden tegelijk kan vormen. De Vlaamse (uit de Lage Landen) twijnmolen is veel kleiner en heeft een ovalen constructie. Hij wordt vooral gebruikt in de vlas of linnennijverheid.

## De twijnmolen te Gent
De twijnmolen die in het Industriemuseum te Gent wordt bewaard is wellicht de oudst bestaande twijnmolen voor vlas ter wereld. Ze is erkend als Vlaams topstuk en beschermd via het Topstukkendecreet. Op deze molen is er plaats voor zevenenveertig bobijnen die na de bewerking zevenenveertig getwijnde of getorste draden afleveren. De kracht van één man volstaat om de molen via het handrad in beweging te brengen. Voorheen waren hiervoor zevenenveertig werkkrachten nodig. 
Het handrad brengt via een lederen riem in de vorm van een acht zowel de haspel als de molen in beweging. Op de bobijnen zitten ongetwijnde draden die via vliegertjes boven op de bobijn worden getwijnd. De getwijnde draad wordt naar de haspel bovenaan in de twijnmolen geleid en daar in strengen opgeslagen.